# Бурон, Гиль
Гиль Джованни Бурон Моралес (исп. Gil Giovanni Burón Morales; род. 11 июня 1994, Мехико, Мексика) — мексиканский футболист, защитник.

## Клубная карьера
Бурон — воспитанник столичной «Америки». 30 октября 2013 года в матче против «УАНЛ Тигрес» он дебютировал в мексиканской Примере. В начале 2014 года Гиль на правах аренды перешёл в «Керетаро». 10 февраля в поединке против «Веракрус» Бурон дебютировал за новую команду. Летом он вернулся в «Америку», но уже в начале 2015. В 2016 году Гиль стал победителем Лиги чемпионов КОНКАКАФ.
В начале 2018 года Гиль на правах аренды перешёл в «Мурсьелагос». 6 января в матче против «Симарронес де Сонора» он дебютировал в Лиге Ассенсо.

## Достижения
Командные
 «Америка»
- Обладатель Кубка чемпионов КОНКАКАФ — 2015/2016